# 八议
八议是中国古代的官员或贵族享受的一种法律特权。
八议最初源于西周时期的八辟，自魏明帝制定新律时，首次将其写入法典之后，一直是后代法典中一项基本的重要制度，历经一千六百多年相沿不改。
八议者除犯十恶以外的死刑，司法机关不能直接审理，必须先将其犯罪事实及应享受特权的理由奏请皇帝，由皇帝交群臣集议后，最后由皇帝作出裁决，一般可免除死罪。若犯流刑以下的罪，则可直接减一等处罚。但是犯十恶者不适用八议的规定。

## 内容
- 八議見於〔周禮〕，指宗室、故舊、德行、道藝、權貴、功勳、憂國、不臣等八件事。
- 议亲：皇帝的亲属
- 议故：皇帝的故交舊部屬
- 议贤：德行高尚，其言论行动可作为法则者
- 议能：能整顿军旅，治理内政，为皇帝出谋划策，师范人伦者
- 议功：对朝廷尽忠效力，建立大功勋的人
- 议贵：三品以上高级官员及有一品爵位的人
- 议勤：高级文武官员中恪尽职守，专心致志办理公务的人
- 议宾：前朝国君的后裔